# Bellmunt del Priorat
Bellmunt del Priorat (em catalão e oficialmente), Bellmunt del Priorato (em castelhano) ou Bellmunt de Ciurana é um município da Espanha na comarca de Priorat, província de Tarragona, comunidade autónoma da Catalunha. Tem 8,9 km² de área e em 2021 tinha 281 habitantes (densidade: 31,6 hab./km²).

## Demografia
| Variação demográfica do município entre 1991 e 2004[carece de fontes?] | Variação demográfica do município entre 1991 e 2004[carece de fontes?] | Variação demográfica do município entre 1991 e 2004[carece de fontes?] | Variação demográfica do município entre 1991 e 2004[carece de fontes?] |
| ---------------------------------------------------------------------- | ---------------------------------------------------------------------- | ---------------------------------------------------------------------- | ---------------------------------------------------------------------- |
| 1991                                                                   | 1996                                                                   | 2001                                                                   | 2004                                                                   |
| 313                                                                    | 303                                                                    | 310                                                                    | 308                                                                    |